# Évolution du cadre juridique du risque médical en France
La demande de réparation du préjudice d'un acte médical n'a pas toujours eu le champ sémantique que nous lui connaissons aujourd'hui. L'évolution peut se résumer selon la chronologie suivante:
1. Durant la période précédant le XVIIe siècle, le corps médical ne pouvait pas être mis en cause pour deux raisons. La première était que le médecin était souvent un homme d'Église, et qu'à ce titre  ce n'était pas le médecin qui guérissait, mais Dieu. D'autre part, le médecin étant commis par son patient, en cas d'erreur médicale, le patient, « ne pouvant se plaindre de son incurie », devait en assumer seul les conséquences.
2. À partir de 1835, les juges, sans texte adapté aux problèmes médicaux, jugent une affaire en invoquant l'article  1382 du code civil  selon lequel toute personne causant un dommage à autrui est dans l'obligation de le réparer. Ce raisonnement juridique dure un siècle, durant lequel naissent les assurances médicales et le Sou Médical.
3. En 1936, à la suite d'une affaire mettant en cause une patiente ayant subi une irradiation par rayons X pour polypose nasale, l'apparition a posteriori de séquelles cutanées faciales mettait en évidence qu'un traitement efficace n'était pas dénué de risque. Apparut alors la notion de « contrat tacite » entre le médecin et son patient. De là vient la prescription contractuelle trentenaire de l'acte médical. Ainsi, entre le médecin et son patient se noue un contrat fondant l'obligation de moyen du médecin. De ce fait, le médecin a l'obligation de mettre ses connaissances, et les technologies à sa disposition, au profit de la guérison du patient.
4. Dans les années 1950 apparaît la notion d'information du patient. Elle découle de la  notion de contrat qui, pour que les deux parties s'entendent sur une décision, exige qu'ils soient communément informés.
5. La notion de consentement éclairé, par laquelle le praticien est tenu de présenter clairement au patient tous les risques d'une conduite thérapeutique, apparaît dans le cadre de programmes de recherche américains vers la fin de 1987. Elle n'apparaîtra en France qu'en 2002 à la suite d'une décision faisant jurisprudence. Cette notion de consentement éclairé était dans le code déontologique avant qu'il n'apparaisse dans la loi.

Le risque médical peut aussi toucher le personnel médical, qui est notamment exposé en cas de pandémie ou épidémie. 
Il existe en France un Observatoire des risques médicaux – ORM – . D'abord destiné à collecter et analyser les données sur les accidents médicaux, affections iatrogènes et infections nosocomiales, ainsi que les données sur les indemnisations versées en réparation des dommages.  En 2007, il a été aussi chargé d'analyser les impacts (dont financiers) des accidents médicaux, affections iatrogènes et infections nosocomiales, et donc d'analyser l'évolution des primes.